# ГЕС Єдігезе-Санібей
ГЕС Єдігезе-Санібей – гідроелектростанція на півдні Туреччини. Знаходячись між ГЕС Кавшак-Бенді (вище по течії) та ГЕС Менташ (49,5 МВт), входить до складу каскаду на річці Сейхан, яка протікає через Адану та впадає до Середземного моря.
В межах проекту річку перекрили кам’яно-накидною греблею із бетонним облицюванням  висотою 130 метрів, довжиною 400 метрів та товщиною по гребеню 8 метрів, яка потребувала 4 млн м3 матеріалу. На час будівництва воду відвели за допомогою двох тунелів довжиною по 0,9 км з діаметром 8 метрів. Гребля утримує водосховище з об’ємом 643 млн м3 (корисний об'єм 301 млн м3) в якому припустиме коливання рівня поверхні між позначками 210 та 235 метрів НРМ (у випадку повені останній показник може збільшуватись до 238 метрів НРМ, а об’єм зростає ще на 53 млн м3). 
Через два водоводи довжиною  по 0,4 км з діаметром 6,3 метра ресурс подається до пригреблевого машинного залу, де встановлено дві турбіни типу Френсіс потужністю по 155 МВт. При напорі від 68 до 100 метрів (номінальний напір 96 метрів) вони повинні забезпечувати виробництво 967 млн кВт-год електроенергії на рік. 
Окрім виробництва електроенергії, комплекс забезпечує зрошення 75 тисяч гектарів земель.